# Clan (automerk)

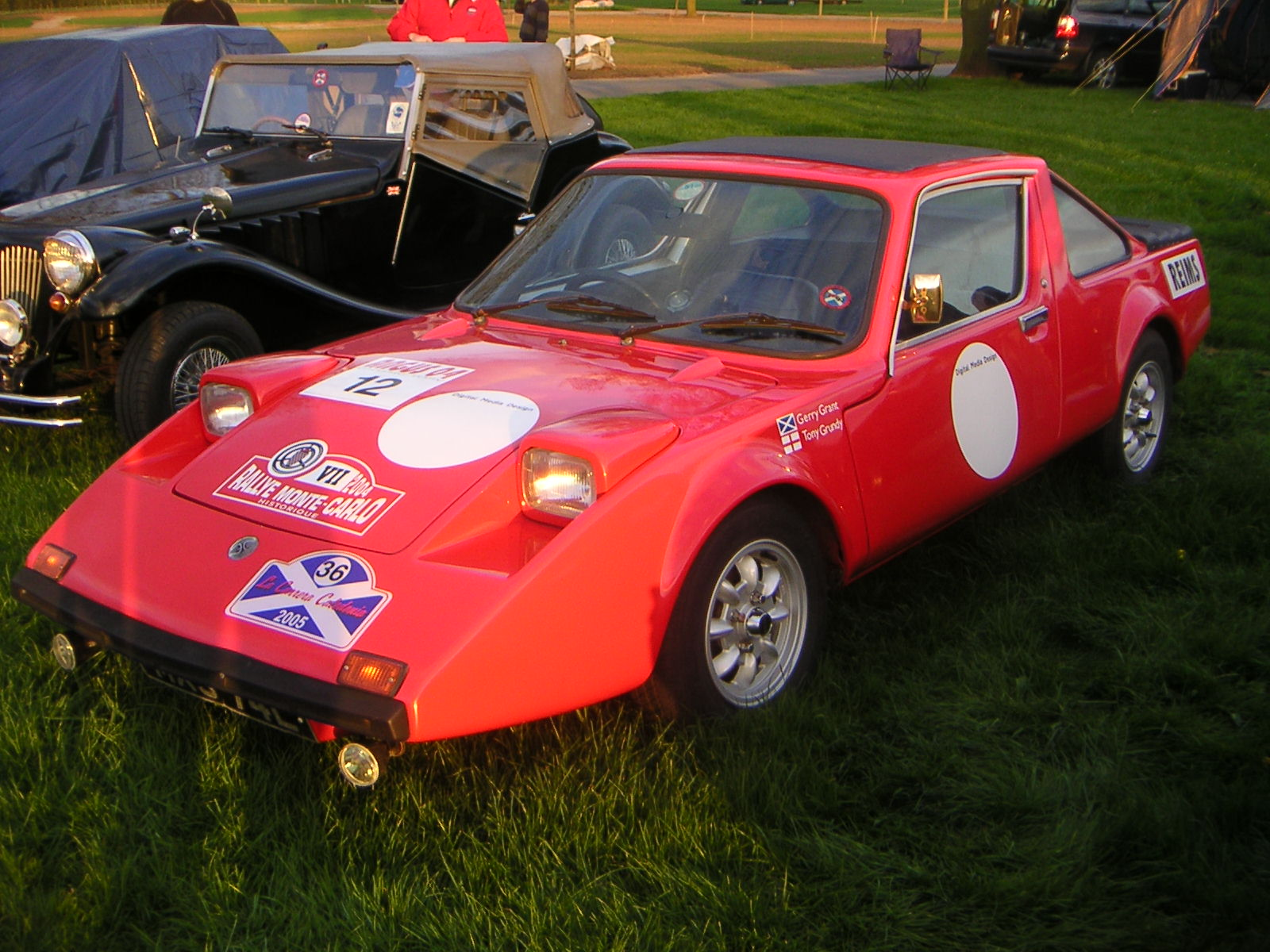
Clan Crusader

Clan Motor Company werd in 1971 opgericht door de 31-jarige Paul Haussaur. 
De elektro-ingenieur had lang bij Lotus gewerkt en wilde nu een goedkope uitvoering van de Lotus Europa op de markt brengen. De wagen kreeg een zelfdragende kunststof carrosserie en werd aangedreven door een voor de achteras gemonteerde Hillman lmp motor. In november 1973 moest de firma het personeel ontslaan, wat het einde voor de Clan-fabriek betekende.
- Aantal cilinders: 4
- Cilinderinhoud: 875
- Vermogen: 51 pk
- Topsnelheid: 160 km/uur
- Uitvoering: coupe
- Productiejaren: 1971-1973
- Productie-aantal: 315
- In Nederland: 11
- Prijs: 5876 euro